# Sainte-Ruffine
Sainte-Ruffine és un municipi francès, situat al departament del Mosel·la i a la regió del Gran Est. L'any 2007 tenia 530 habitants.

## Demografia

### Població
El 2007 la població de fet de Sainte-Ruffine era de 530 persones. Hi havia 216 famílies, de les quals 56 eren unipersonals (32 homes vivint sols i 24 dones vivint soles), 80 parelles sense fills, 68 parelles amb fills i 12 famílies monoparentals amb fills.
La població ha evolucionat segons el següent gràfic:
Habitants censats

### Habitatges
El 2007 hi havia 228 habitatges, 220 eren l'habitatge principal de la família, 1 era una segona residència i 7 estaven desocupats. 177 eren cases i 51 eren apartaments. Dels 220 habitatges principals, 188 estaven ocupats pels seus propietaris, 31 estaven llogats i ocupats pels llogaters i 1 estava cedit a títol gratuït; 1 tenia una cambra, 15 en tenien dues, 25 en tenien tres, 40 en tenien quatre i 139 en tenien cinc o més. 192 habitatges disposaven pel capbaix d'una plaça de pàrquing. A 87 habitatges hi havia un automòbil i a 119 n'hi havia dos o més.

### Piràmide de població
La piràmide de població per edats i sexe el 2009 era:
| Homes | Edats   | Dones |
| ----- | ------- | ----- |
| 0     | 95 o +  | 0     |
| 0     | 90 a 94 | 0     |
| 4     | 85 a 89 | 4     |
| 0     | 80 a 84 | 4     |
| 4     | 75 a 79 | 12    |
| 12    | 70 a 74 | 8     |
| 16    | 65 a 69 | 8     |
| 12    | 60 a 64 | 8     |
| 12    | 55 a 59 | 20    |
| 24    | 50 a 54 | 24    |
| 20    | 45 a 49 | 20    |
| 24    | 40 a 44 | 32    |
| 12    | 35 a 39 | 12    |
| 0     | 30 a 34 | 4     |
| 8     | 25 a 29 | 12    |
| 12    | 20 a 24 | 8     |
| 28    | 15 a 19 | 20    |
| 20    | 10 a 14 | 20    |
| 20    | 5 a 9   | 16    |
| 8     | 0 a 4   | 4     |

## Economia
El 2007 la població en edat de treballar era de 354 persones, 237 eren actives i 117 eren inactives. De les 237 persones actives 223 estaven ocupades (126 homes i 97 dones) i 14 estaven aturades (7 homes i 7 dones). De les 117 persones inactives 31 estaven jubilades, 44 estaven estudiant i 42 estaven classificades com a «altres inactius».

### Ingressos
El 2009 a Sainte-Ruffine hi havia 215 unitats fiscals que integraven 543 persones, la mediana anual d'ingressos fiscals per persona era de 30.312 €.

### Activitats econòmiques
Dels 25 establiments que hi havia el 2007, 2 eren d'empreses de construcció, 2 d'empreses de comerç i reparació d'automòbils, 1 d'una empresa de transport, 1 d'una empresa d'informació i comunicació, 2 d'empreses financeres, 7 d'empreses immobiliàries, 5 d'empreses de serveis, 3 d'entitats de l'administració pública i 2 d'empreses classificades com a «altres activitats de serveis».
Dels 3 establiments de servei als particulars que hi havia el 2009, 1 era una perruqueria i 2 agències immobiliàries.
L'únic establiment comercial que hi havia el 2009 era una botiga d'electrodomèstics.

## Equipaments sanitaris i escolars
El 2009 hi havia 1 escola maternal i 1 escola elemental integrada dins d'un grup escolar amb les comunes properes formant una escola dispersa.

## Poblacions més properes
El següent diagrama mostra les poblacions més properes.